# Борголавецаро
Борголавецаро (итал. Borgolavezzaro) је насеље у Италији у округу Новара, региону Пијемонт.
Према процени из 2011. у насељу је живело 2041 становника. Насеље се налази на надморској висини од 119 м.

## Становништво
| 1931. | 1936. | 1951. | 1961. | 1971. | 1981. | 1991. | 2001. | 2011. |
| ----- | ----- | ----- | ----- | ----- | ----- | ----- | ----- | ----- |
| 2.576 | 2.452 | 2.580 | 2.429 | 2.162 | 2.041 | 1.863 | 1.879 | 2.083 |